# AC Ace
AC Ace – samochód sportowy produkowany przez firmę AC Cars.

## AC Ace I
Pierwszy samochód o tej nazwie pojawił się w 1956 roku i produkowany był do 1961. Miał otwarte, dwumiejscowe nadwozie z długą maską. Pod nią znajdował się silnik sześciocylindrowy o pojemności 2,0 l. i mocy 105 KM. Samochód ten stał się podstawą do opracowania modelu AC Cobra.

## AC Ace II
Kolejny Ace pojawił się na rynku w roku 1997. Firma International Automotive Design opracowała Ace'a w roku 1991. Prototyp miał silnik Cosworth, czterocylindrowy z doładowaniem, który w produkcji zastąpiono zmodyfikowanym silnikiem Ford V6. Model po sprzedaniu 48 egzemplarzy został wycofany. Wytwórnię przejęła firma Pride Automotive Group, gdzie opracowano obecny Ace o bardziej łagodnych liniach nadwozia. Wykończenie zewnętrzne stanowiły elementy z aluminium i kompozytów, przymocowane do podwozia ze stali nierdzewnej. W zawieszeniu zastosowano podwójne wahacze z przodu i z tyłu. Samochód wyposażono w tarcze hamulcowe o średnicy dla wszystkich czterech 17-calowych kół z obręczami ze stopu lekkiego. Pod maską znalazł się znowu Mustang V8, jak w AC Cobra Shelby'ego, ale tym razem z wtryskiem paliwa i doładowaniem.